# Basquetebol em cadeira de rodas nos Jogos Para-Sul-Americanos de 2014
As competições de basquetebol em cadeira de rodas nos Jogos Para Sul-Americanos de 2014 (torneios masculino e feminino) serão disputadas entre os dias 26 a 30 de março no Ginásio Poliesportivo do Estádio Nacional, em Santiago.
O basquetebol em cadeira de rodas é disputado por duas equipes de 5 jogadores cada. Todos os atletas recebem um classificação funcional que varia de 1 a 4,5 pontos. Quanto maior a pontuação, menor o comprometimento funcional do atleta. Durante o jogo, a pontuação total dos 5 jogadores não deve ultrapassar 14 pontos. A infração da andada ocorre quando um jogador impulsiona a cadeira mais de duas vezes sem driblar, passar ou arremessar a bola. As medidas da quadra e a altura da cesta são os mesmos do basquete convencional.

## Calendário
| ● | Classificação | ● | Competições | ● | Finais |

| Março                           | S  | T  | Q  | Q  | S  | S  | D  | T |
| Março                           | 24 | 25 | 26 | 27 | 28 | 29 | 30 | T |
| ------------------------------- | -- | -- | -- | -- | -- | -- | -- | - |
| Basquetebol em cadeira de rodas |    |    |    |    |    |    | 2  | 2 |

## Qualificação
| - Argentina - Brasil - Chile - Colômbia - Uruguai - Venezuela | - Argentina - Colômbia - Venezuela - Peru |

## Medalhistas
| Evento             | Ouro          | Prata        | Bronze       |
| ------------------ | ------------- | ------------ | ------------ |
| Masculino detalhes | ARG Argentina | BRA Brasil   | COL Colômbia |
| Feminino detalhes  | ARG Argentina | COL Colômbia | PER Peru     |